# Cerastium meridense
Cerastium meridense là loài thực vật có hoa thuộc họ Cẩm chướng. Loài này được Linden & Planch. mô tả khoa học đầu tiên năm 1863.